# Madison (Ohio)

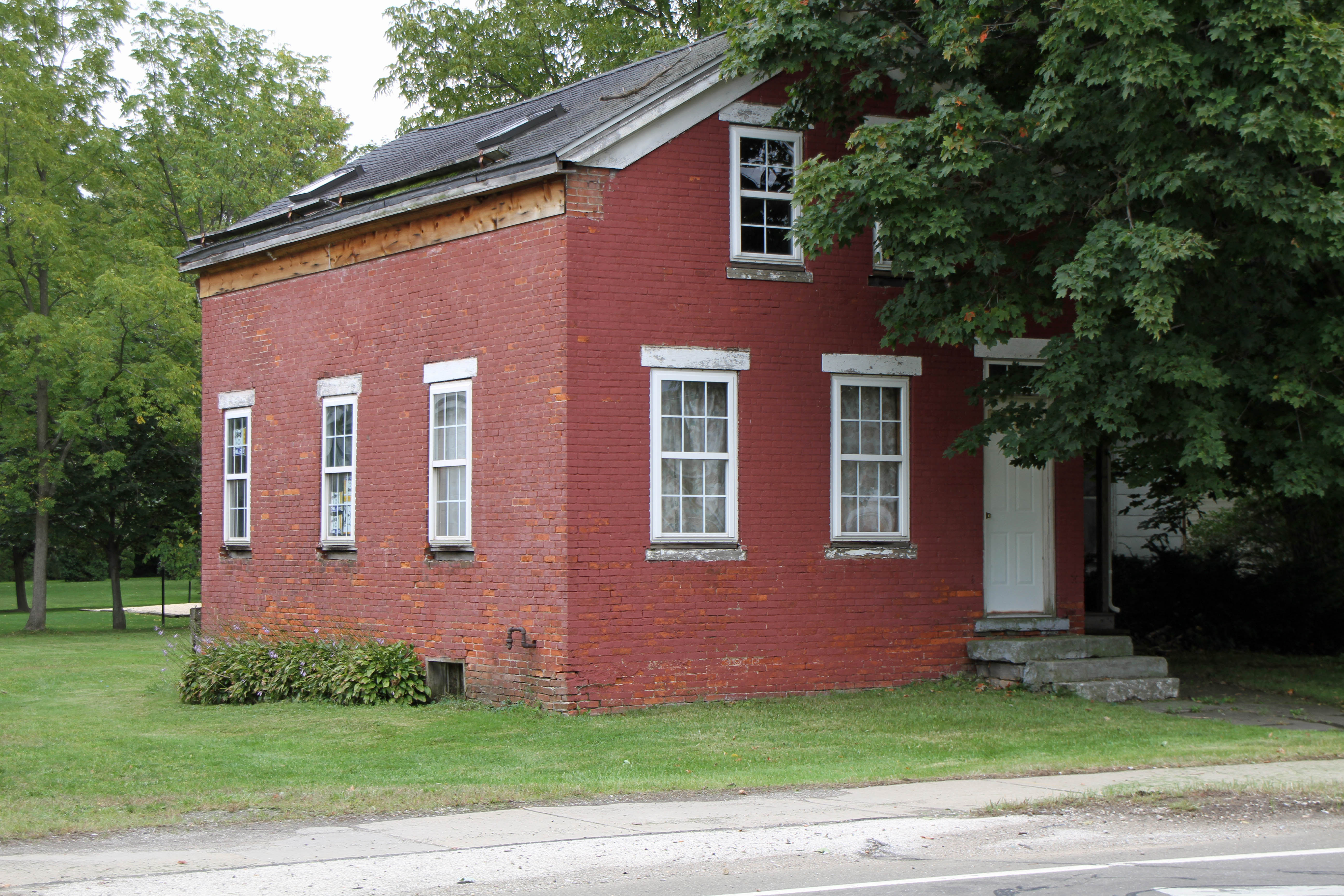
Backstein-Vernacular Haus Nr. 1

Madison ist eine Village in Lake County, Ohio, Vereinigte Staaten. Bei der Volkszählung im Jahr 2000 betrug die Einwohnerzahl 2921.

## Geographie und Verkehr
Die Bezeichnung „Madison“ wird manchmal für das gesamte Madison Township im äußersten Nordosten des Lake Countys verwendet, in dem die Gemeinde Madison liegt. Es gibt jedoch unterschiedliche Verwaltungen für das Township und für die Gemeinde. Nur der Schulbezirk und die Feuerwehr sind den beiden Verwaltungseinheiten gemeinsam, die politischen Gremien sowie die Polizei sind getrennt.
Die Anbindung an die Interstate 90 ermöglicht eine rasche Verbindung nach Cleveland.

## Geschichte
Obwohl das Gebiet von Madison bereits Ende des 18. Jahrhunderts besiedelt wurde, wurde die Ortschaft erst 1867 eingetragen. Benannt ist sie nach dem Gründervater und vierten Präsidenten der Vereinigten Staaten James Madison.
In Madison gibt es ein architektonisch interessantes Haus von Frank Lloyd Wright, das dieser für Karl A. Staley entworfen hat. Eine lange Glasfassade eröffnet den Blick auf den Eriesee.

## Söhne und Töchter der Stadt
- Frederick Burr Opper (1857–1937), Comiczeichner und Illustrator
- Clement Dexter Child (1868–1933), Physiker und Pädagoge